# Yvette de Ferré
Yvette de Ferré (Montauban, 1915 - Toulouse, 2003) fue una pinóloga, botánica, taxónoma, exploradora, conservadora, exploradora francesa.

## Carrera
Desarrolló su carrera académica y científica, como profesora asistente de la Facultad de Ciencias, Universidad de Toulouse, Toulouse, y titular ordinario de la Facultad de Ciencias, de la Universidad Paul Sabatier.

## Algunas publicaciones
- yvette de Ferré, marie-louis Rouane, philippe Woltz. 1975. Études dendrologiques : Généralités. Travaux du Laboratoire forestier de Toulouse. Ed. Faculté des sciences, 16 p.
- ---------------. 1965. Structure des plantules et systématique du genre Pinus, 50 p.
- yvette de Ferré. 1952. Les Formes de jeunesse des abiétacées : Ontogénie, phylogénie. Ed. Univ. de Toulouse. Faculté des Sciences. Tesis,[2] 284 p.
- henri Gaussen, yvette de Ferré, germain Siloret. 1945. Direction régionale des services agricoles. Les Champignons du Sud-Ouest et des Pyrénées. Guide du moniteur et du récolteur. Ed. Direction régionale des services agricoles & Douladoure Hnos. 78 p.
- m. van Campo Duplan, camille Bulard, henri Gaussen, r. Jaurès, yvette de Ferré. 1944. Travaux du Laboratoire forestier de Toulouse... Tomo I, v. 4 (1944-1949) [Mme M. Van Campo-Duplan. Notes sur le pollen des hybrides chez les abiétinées. Considérations générales sur l'évolution des grains de pollen. Mlle C. Bullard et H. Gaussen. Éricacées et empétracées ... Ed. Douladoure Hnos. 245 p.

## Membresías
- De la Société Botanique de France[4]